# 马国錞
马国錞，陕西绥德州人，是一名清朝政治人物。
马国錞曾于1733年接替徐必昌任奉贤县知县一职，1733年由卢时炳接任。